# Jaani Peuhu
Jaani Peuhu, född den 17 augusti 1978, är en finländsk musiker, producent och låtskrivare. Han är grundare av den finländska gruppen Iconcrash och arbetar som bäst med sin debutsoloskiva.

## Historia
Peuhu föddes i Anjalakoski den 17 augusti 1978. Hans far är jazzmusikern Kari Peuhu och hans mor fotograf Heli Ahoniitty. Som 7-åring började Peuhu sin musikaliska karriär som pianospelare och ett år senare började han spela trummor. Som 13-åring grundade Peuhu sin första grupp som hette Chaoslord. Som 14-åring hade Peuhu sitt första uppträdande i Ruohovesi.
Peuhu har spelat trummor i ett flertal band som Scarlet Youth, Varjo, Deadbabes, Myyt, Mary-Ann, Billy-Goats, Jalankulkuämpäri, Kinetic och Vuk. År 2004 gjorde Peuhu sin första skiva med namnet Iconcrashin. Han har fungerat som gästande musiker eller producent med bland annat följande artister: Before the Dawn, Swallow The Sun, To/Die/For, Thunderstone, Wiidakko och Anna Eriksson.
Efter Iconcrash första utgåva ("Nude", 2005) har Peuhu uppträtt med sin livegrupp förutom i Finland också i England, Ryssland, Tyskland, Italien och Förenta Staterna. 
På hösten 2012 informerade Peuhu att han kommer att övergå till en solokarriär och arbetar som bäst med sitt soloalbum i London och Helsingfors.

## Diskografi
Mary-Ann
- 1998 MCD: Deeper Sin

Billy-Goats
- 1999 MCD: All These Fears

Jalankulkuämpäri
- 2002 CDS: TIP
- 2003 CDS: 9E
- 2007 Album: Koska Olen Hyvä Rouva

Deadbabes
- 2003 MCD: The Drug

Iconcrash
- 2003 Promo: Happy?
- 2004 Split-EP: Viola loves Iconcrash
- 2005 Album: Nude
- 2008 Soundtrack: Clive Barker's Midnight Meat Train
- 2008 Mama Trash 2 Compilation
- 2008 Soundtrack: Blackout
- 2009 Single: Strange, Strange Dark Star
- 2009 Single: Everlasting
- 2010 Single: Sleeper
- 2010 Album: Enochian Devices
- 2011 Single: Delete
- 2011 Single: Stockholm
- 2011 Album: Inkeroinen
- 2012 Single: We Are The Night
- 2012 Album: Inkeroinen (Special edition including: We Are The Night)

Viola
- 2004 Split-EP: Viola loves Iconcrash
- 2005 Album: Melancholydisco

Ratas
- 2001 MCD: Kuumaa Laavaa
- 2002 MCD: Ilmaa

Luomakunta
- 2002 Album: Alta

Before the Dawn
- 2000 Promo: To Desire
- 2001 MCD: Gehenna
- 2002 MCD: My Darkness
- 2003 Album: My Darkness
- 2004 Album: 4:14 am
- 2005 DVD: The First Chapter

Varjo
- 2000 CDS: Korvaamaton
- 2000 CDS: Maailmanpyörä
- 2000 Album: Kuka Korvaa Poistetun Sydämen
- 2001 Download Single: Tänä Kesänä
- 2003 Album: Paratiisissa
- 2009 Album: Ensinäytös 1997

Thunderstone
- 2009 Album: Dirt Metal

Swallow the Sun
- 2006 Album: Hope
- 2006 CDS: Don't Fall Asleep

Anna Eriksson
- 2007 Album: Ihode
- 2008 Album: Annan Vuodet

Scarlet Youth
- 2009 MCD: Breaking The Patterns
- 2010 Album: Goodbye Doesn't Mean I'm Gone

Kwan
- 2009 CDS: 10 000 Light Years

Black Sun Aeon
- 2009 MCD: Dirty Black Summer EP
- 2009 Album: Darkness Walks Beside Me
- 2010 Album: Routa
- 2011 Album: Blacklight Deliverance

Rain Diary
- 2010 Single: Lost

Grendel
- 2011 Album: Corrupt To The Core

Wiidakko
- 2011 Single: Seis seis seis
- 2011 Single: Odessa
- 2011 Album: Wiidakko (Release date: 30.11.2011)

Hevisaurus
- 2011 Album: Räyhällistä Joulua

To/Die/For
- 2011 Album: Samsara (Release date: 14.12.2011)